# Симиън де Уит
Симиън де Уит (на английски: Simeon De Witt) е американски топограф и географ от периода на основаването на САЩ. Значимостта му в американската военна история е като географ и главен топограф на континенталната армия по време на Американската революция. В историята на урбанизацията на американския север е важен като един от първите географи и главен топограф на щата Ню Йорк в течение на петдесет години – от 1784 до смъртта си.

## Биография

### Произход и образование
Роден е на 25 декември 1756 година в Уауарсинг, окръг Ълстър, Ню Йорк, едно от четиринадесетте деца на лекаря д-р Андрес де Уит и Жанет де Уит. През 1776 е единственият абсолвент завършил Куинс колидж (сега Рутгерс колидж на Университета Рутгерс) в Ню Брънзуик, Ню Джърси. След превземането на Ню Брънзуик от британците по време на войната, Де Уит бяга в Ню Йорк, където се присъединява към Революционната армия.

### Кариера
През юни 1778 г., след като завършва подготовката си като геодезист при Джеймс Клинтън, съпруг на леля му Мери де Уит, той е назначен за асистент на военния географ полковник Роберт Ърскин и допринася за изработването на редица исторически важни карти. След смъртта на Ърскин през 1780 г. Де Уит е назначен на неговия пост.
През 1784 е назначен за главен топограф на щата Ню Йорк като е преизбиран или преназначаван няколко пъти на този пост. Въпреки че той е първи братовчед на Деуит Клинтън, най-влиятелният политик в държавата и член на Демократично-републиканската партия, той никога не е уволняван от поста си по политически причини. И федералистите и демократ-републиканците признават изключителните му качества за този пост.
От 1810 до 1816 г. Де Уит е член на първата комисия по прокарването на канала от Ери до Олбъни.
На Де Уит се приписва наименуването на двадесет и осем участъка от по 36 кв. мили (т. нар. тауншипс, на английски: townships – стандартни картографски карета) от военните терени в централната част на щата Ню Йорк с гръцки и римски имена от класическата античност. Участъците са картографирани от неговия отдел и парцелирани, с цел армията да раздаде терени на ветераните от войните вместо пенсионна осигуровка. Напоследък тези заслуги се приписват и на неговия секретар Робърт Харпър, също запален читател на антична литература.

### Семейство
Де Уит е женен три пъти. През 1789 се жени за Елизабет Лайнът (1767 – 1793), дъщеря на Томас и Елизабет ван Валкенбург Лайнът, и от брака имат две деца. През 1799 се жени за Джейн Варик Харденбърг (починала през 1808, вдовица на Ейбрахам Харденбърг (1756 – 1794) и сестра на Ричард Варик, дългогодишен кмет на Ню Йорк Сити). Техният син, Ричард Варик де Уит, става виден строителен инженер. По-късно Де Уит се жени за Сюзън Лин. Няма деца от този брак.
Де Уит притежава четирима роби в имението си в Олбани, но през 1810 г. ги освобождава, което е общоприета практика в района. Те обаче продължават да работят в неговото домакинство. Той притежава значителни масиви земя около езерата Фингър лейкс (Finger lakes) и е смятан за един от основателите на Итака, Ню Йорк.
Умира на 3 декември 1834 година в Итака. Погребан е в имението си в Итака, но впоследствие останките му са преместени в селските гробища в Олбани.

## Екземпляри от карти на Де Уит
Следните карти са били изработени директно от или под надзора на Де Уит. Не са били оцветени в оригинал; цветовете са добавени по-късно за прегледност.
- Военни терени в централен щат Ню Йорк, около 1792 – 1793
- 12 стандартни участъка, около 1792 – 1793
- Окръг Оцего каунти, Ню Йорк, около 1792 – 1793
- Олбани, Ню Йорк, 1790